# Phil Masinga
Philemon Raoul Masinga, más conocido como Phil Masinga (Klerksdorp, Sudáfrica, 28 de junio de 1969-Parktown, Sudáfrica, 13 de enero de 2019), fue un futbolista sudafricano que se desempeñó como delantero y que militó en diversos clubes de Sudáfrica, Suiza, Inglaterra, Italia y Emiratos Árabes Unidos.

## Clubes
| Club              | País                   | Año       |
| ----------------- | ---------------------- | --------- |
| Kaizer Chiefs     | Sudáfrica              | 1989      |
| Jomo Cosmos       | Sudáfrica              | 1990-1991 |
| Mamelodi Sundowns | Sudáfrica              | 1991-1994 |
| Leeds United      | Inglaterra             | 1994-1996 |
| Saint Gallen      | Suiza                  | 1996-1997 |
| Salernitana       | Italia                 | 1997      |
| Bari              | Italia                 | 1997-2001 |
| Al-Wahda          | Emiratos Árabes Unidos | 2001-2002 |

## Selección nacional
Fue internacional con la Selección de fútbol de Sudáfrica, donde jugó 58 partidos internacionales y anotó 18 goles por dicho seleccionado. Incluso participó con su selección en la Copa Mundial de Fútbol de 1998, donde su selección quedó eliminada en la primera fase.